# Rapala iarbus
Rapala iarbus is een vlinder uit de familie van de Lycaenidae. De wetenschappelijke naam van de soort is voor het eerst geldig gepubliceerd in 1787 door Fabricius.